# Antoine Blanc
Antoine Blanc (Sury, 11 ottobre 1792 – New Orleans, 20 giugno 1860) è stato un arcivescovo cattolico francese.
È stato il primo arcivescovo dell'arcidiocesi di New Orleans. Durante il suo episcopato, infatti, la diocesi fu elevata ad arcidiocesi e la città visse un momento di crescita importante, che coincise con un rapido sviluppo anche della chiesa a New Orleans. Durante questo periodo furono istituite molte nuove parrocchie, più che in qualsiasi altro momento.

## Biografia

### Formazione
Antoine Blanc nacque a Sury, vicino a Sury-le-Comtal, poi nel dipartimento del Rodano-Loira, in Francia. Frequentò il seminario di Sury-le-Comtal e fu ordinato nel 1816. Il 1º luglio 1817 si imbarcò da Bordeaux con Louis-Guillaume-Valentin Dubourg, vescovo della Louisiana e delle Due Floride, arrivato in Europa per cercare sacerdoti disposti a partire per le missioni in America. Nel settembre dello stesso anno arrivarono ad Annapolis, nel Maryland, dove assieme ad alcuni seminaristi rimasero con Charles Carroll di Carrollton fino alla fine di ottobre, quando si unirono a Dubourg a Baltimora. Da Baltimora, viaggiarono a piedi fino a Pittsburgh, da lì con una chiatta partirono per Louisville, ove arrivarono il 30 novembre. Il 2 dicembre raggiunsero Bardstown, nel Kentucky.

### Missione
L'aprile successivo, Blanc e padre Jeanjean furono assegnati alla missione a Vincennes, nell'Indiana. Padre Jeanjean fu presto richiamato mentre Blanc iniziò la costruzione di una cappella fatta con tronchi d'albero della zona in un insediamento francese sul lato Illinois del Wabash, a circa dodici miglia da Vincennes.
Nel febbraio 1820 Blanc fu richiamato a New Orleans, e poi assegnato prima a Natchez, poi alla cappella di San Francesco a Point Coupee, in Louisiana, con le annesse cappelle di missione nelle Feliciane e nelle Pianure sulla sponda orientale del fiume Mississippi e poi nella chiesa di San Giuseppe a Baton Rouge. Nel 1827 Blanc, Armand Duplantier, Fulwar Skipwith, Thomas B. Robertson e Sébastien Hiriart ricevettero il permesso dal legislatore statale di organizzare la Società Agricola di Baton Rouge.

### Episcopato
Nel dicembre del 1831 il vescovo De Neckere nominò Blance vicario generale della diocesi di New Orleans. Alla morte di De Neckere, avvenuta nel 1833, Blanc fu nominato amministratore apostolico della diocesi fino all'ottobre 1835, quando divenne vescovo di New Orleans. La diocesi comprendeva gli stati della Louisiana e del Mississippi, a cui fu aggiunto il Texas nel 1838. Successivamente il territorio fu ridotto quando fu istituita la diocesi di Jackson. Nel 1853 fu eretta la diocesi di Natchitoches (oggi diocesi di Alexandria) nella parte settentrionale della Louisiana.
Nel 1850 la diocesi di New Orleans fu elevata ad arcidiocesi e Blanc divenne il primo arcivescovo.
Invitò gesuiti e lazzaristi in Louisiana a creare seminari per l'educazione dei sacerdoti. Invitò inoltre i redentoristi e i fratelli cristiani. Durante il suo episcopato nacquero conventi e scuole per ragazze anche grazie all'arrivo delle Suore della Carità, le Suore di Notre Dame, le Suore del Buon Pastore e le congregazioni di Nostra Signora del Monte Carmelo e della Santa Croce. Questi nuovi ordini cattolici aiutarono le comunità e si presero cura della popolazione durante le epidemie e altri momenti che misero a dura prova gli abitanti della diocesi. Blanc dedicò risorse e attenzione agli schiavi, sostenendo le nuove congregazioni di migranti americani di lingua inglese e immigrati irlandesi che si erano stabiliti a New Orleans e negli Stati dopo l'acquisto della Louisiana. Nel 1832 New Orleans era diventata la quarta città più grande della nazione dopo New York, Filadelfia e Boston.
Morì nel 1860 a New Orleans.

## Riconoscimenti
Il potenziamento delle istituzioni di Blanc durante la rapida crescita di New Orleans e degli Stati portò ad un aumento del numero di chiese da 26 a 73 e di sacerdoti da 27 a 92. Sotto la sua guida furono istituite molte scuole, accademie, college, conventi e asili.
L'edificio "Memorial Archbishop Antoine Blanc" in Chartres Street 1100 ha preso il suo nome, ospita gli archivi dell'arcidiocesi.

## Genealogia episcopale e successione apostolica
La genealogia episcopale è:
- Cardinale Scipione Rebiba
- Cardinale Giulio Antonio Santori
- Cardinale Girolamo Bernerio, O.P.
- Arcivescovo Galeazzo Sanvitale
- Cardinale Ludovico Ludovisi
- Cardinale Luigi Caetani
- Cardinale Ulderico Carpegna
- Cardinale Paluzzo Paluzzi Altieri degli Albertoni
- Papa Benedetto XIII
- Papa Benedetto XIV
- Cardinale Enrico Enriquez
- Arcivescovo Manuel Quintano Bonifaz
- Cardinale Buenaventura Córdoba Espinosa de la Cerda
- Cardinale Giuseppe Maria Doria Pamphilj
- Arcivescovo Louis-Guillaume-Valentin Dubourg, P.S.S.
- Vescovo Giuseppe Rosati, C.M.
- Arcivescovo Antoine Blanc

La successione apostolica è:
- Arcivescovo Jean Marie (John Mary) Odin, C.M. (1842)
- Vescovo Augustus Marie Martin (1853)
- Vescovo John Quinlan (1859)